# Cal Dodd
Cathal J. Dodd, detto Cal (Dublino, 23 novembre 1956), è un doppiatore irlandese che lavora in Canada, è noto per avver doppiato il personaggio di Wolverine nelle serie animate e nei videogiochi.

## Doppiaggio
- Rip Rockefeller in Rescue Heroes: The Movie
- Singing Doozer in Fraggle Rock
- Wolverine in Insuperabili X-Men,Spider-Man - L'Uomo Ragno,X-Men '97
- Slappy in Piccoli brividi
- Stone in Diabolik
- Random Virus in Ace Lightning
- Barbanera in Time Warp Trio
- Donko Dorkovitch in Weird Years
- Ninier the Buff Buzzard Member in Storm Hawks
- Vari in Le avventure di Chuck & Friends

### Videogiochi
- Wolverine in X-Men: Children of the Atom,Marvel Super Heroes,'-X-Men vs. Street Fighter,Marvel Super Heroes vs. Street Fighter,Marvel vs. Capcom: Clash of Super Heroes,Marvel vs. Capcom 2: New Age of Heroes
- Uomo Ghiaccio in X-Men:Children of the Atom,Marvel Vs.Capcom:Clash of Super Heroes, Marvel Vs.Capcom 2:New Age of Heroes
- Capitan America in Marvel Super Heroes Vs. Street Fighter, Marvel Vs.Capcom: Clash of Super Heroes, Marvel Vs. Capcom 2: New Age of Heroes
- Aiutante di Magnus in Highlander: L'ultimo McLeod